# Quevilloncourt
Quevilloncourt település Franciaországban, Meurthe-et-Moselle megyében. Lakosainak száma 96 fő (2022. január 1.). Quevilloncourt Forcelles-Saint-Gorgon, Tantonville és Vézelise községekkel határos.

## Népesség
A település népességének változása:
| Lakosok száma | 82   | 63   | 76   | 104  | 98   | 92   | 95   | 97   | 96   | 96   |
|               | 1968 | 1982 | 1990 | 2006 | 2013 | 2015 | 2017 | 2019 | 2020 | 2022 |